# Тюдал
Тюдал (норв. Tydal) — коммуна в губернии Сёр-Трёнделаг в Норвегии. Административный центр коммуны — город Тюдал. Официальный язык коммуны — букмол. Население коммуны на 2007 год составляло 856 чел. Площадь коммуны Тюдал — 1329,41 км², код-идентификатор — 1665.

## История населения коммуны
Население коммуны за последние 60 лет.